# Jan Kotva
Jan Kotva (28. dubna 1943 Hradec Králové – 7. února 1993 Praha) byl český herec.

## Život
Narodil se 28. dubna 1943 v Hradci Králové. V roce 1965 vystudoval pražskou DAMU, poté se vrhnul na dráhu herectví. Pouze několik let vystupoval v divadlech. Nejprve v divadle Maringotka a následně ve Východočeském divadle v Pardubicích. Debut před kamerou zažil v roce 1961 ve filmu Kotrmelec. Za svoji kariéru odehrál postavy spíše menšího významu. Jeho nejznámější role měl ve filmech Dva z onoho světa, Souhvězdí panny a O zatoulané princezně. Zahrál si i v českých známých seriálech, jako například Chalupáři a Malý pitaval z velkého města. Věnoval se také dabingu. Krátce před svou smrtí nadaboval Vočka Szyslaka v 1. první sérii seriálu Simpsonovi.
Zemřel náhle 7. února 1993 ve věku 49 let.

## Filmografie, výběr

### Filmy
- Kotrmelec (1961)
- Souhvězdí Panny (1965)
- Vánoce s Alžbětou (1968)
- Jarní vody (1968)
- Petrolejové lampy (1971)
- Zítra vstanu a opařím se čajem (1977)
- Adéla ještě nevečeřela (1978)
- Pan Vok odchází (1979)
- Fešák Hubert (1984)
- Smrt krásných srnců (1986)
- O zatoulané princezně (1986)
- Svědek umírajícího času (1990)

### Seriály
- Chalupáři (1975) – 1. díl
- Malý pitaval z velkého města (1982) – 1. díl
- Dobrodružství kriminalistiky (1989)
- Největší z Pierotů (1990)
- Hříchy pro pátera Knoxe (1992) – 1.díl